# Phyllodactylus ventralis
Phyllodactylus ventralis este o specie de șopârle din genul Phyllodactylus, familia Gekkonidae, descrisă de O'shaughnessy 1875. Conform Catalogue of Life specia Phyllodactylus ventralis nu are subspecii cunoscute.